# 会議中心駅 (大連市)
会議中心駅（かいぎちゅうしんえき、中文表記: 会议中心站、英文表記: Conference Center Station）は、中華人民共和国遼寧省大連市中山区に位置する大連地下鉄2号線の駅である。

## 沿革
- 2015年5月22日 - 2号線開業[2]

## 駅構造
- 相対式ホーム2面2線の地下駅。

## 駅周辺
- 大連国際会議センター

## 駅出入口と路線バス
- A出入口　－　港隆路西南側
  - 536路、47路、16路
- B出入口　－　港隆路東南側
  - 536路、47路
- C出入口　－　港隆路東北側
  - 536路、16路
- D出入口　－　港隆路西北側
  - 536路、16路

## 隣の駅
■大連地下鉄2号線
港湾広場駅 - 会議中心駅 - 東港